# Timarcha lugens
Timarcha lugens (лат.) — вид жуков из подсемейства хризомелин семейства листоедов.

## Распространение
Является эндемиком высокогорий Сьерра-Невада (Испания).

## Экология и местообитания
Timarcha lugens исключительно монофаг, питающийся только Hormathophylla spinosa из семейства капустоцветных (Brassicaceae), чахлые кустарники изобилующие на западе высокогорий Средиземноморья. Жук питается листьями, бутонами, цветками и плодами.